# Илья Муромец и Соловей-Разбойник (мультфильм)
«Илья Муромец и Соловей-Разбойник» — третий мультфильм из франшизы «Три богатыря».
Премьера в кинотеатрах состоялась 27 декабря 2007 года.
28 декабря того же года вышла одноимённая игра от «1C».
В 2009 году был издан на DVD концернами «Союз» и «Мега-Видео».
Его телевизионная премьера состоялась 4 ноября 2008 года на «Первом канале».
С января 2011 года мультфильм лицензионно издаётся на DVD компанией «Мистерия звука».
Мультфильм должен был стать завершением трилогии о трёх богатырях, но было решено продолжать серию — кассовые сборы не только окупили картину, но и с лихвой покрыли убытки от двух предыдущих частей.
С 5 марта 2022 года было объявлено, что мультфильм «Илья Муромец и Соловей-Разбойник» выпустят в повторный прокат в России. 14 июля 2022 года мультфильм вышел в повторный прокат.

## Сюжет
Давным-давно на Руси появился подлый и коварный Соловей-Разбойник, обладающий громким свистом. Им он может сбивать людей с ног и устраивать сильные штормовые ураганы. Вместе со своей бандой Соловей-Разбойник грабит золото и сжигает деревни. Во время очередного нападения на одну из деревень Соловья ловит и сажает в тюрьму молодой богатырь Илья Муромец, но Князь отпускает арестованного злодея на свободу за 100 монет. Сильно возмущённый этим Илья уходит в отставку, а Князь требует, чтобы Илья оставил ему своего любимого коня Бурушку. Илья неохотно подчиняется, но обещает Бурушке, что вернётся и выкупит его.
Вскоре Соловей-Разбойник возвращается и крадёт княжескую казну и Бурушку. Князь по совету боярина Антипа решает рассказать Илье только о пропаже Бурушки, рассчитывая, что, спасая коня, Илья заодно вернёт его казну. Князь уговаривает Илью взять его с собой. Вместе с ними в поход хочет отправиться и молодая девушка-летописец Алёнушка, которая пишет рассказ об Илье, однако тот наотрез отказывается брать её. Тем не менее, Алёнушка всё равно отправляется по следам Ильи и Князя — в лес, где её ловит и крепко привязывает к дереву банда Соловья. Позже разбойники ловят и Князя.
Илья обезвреживает бандитов и спасает Князя и Алёнушку. Один из бандитов рассказывает, что Соловей с украденными конём и казной отправился в Царьград. Услышав про казну, Илья понимает, что Князь хотел использовать его в личных целях, и уходит один. Князь не желает о нём даже думать. Князь и Алёнушка самостоятельно добираются до Царьграда, где Князь хочет попросить помощи у византийского императора Василевса. Тем временем Соловей на подъезде к Царьграду проигрывает Бурушку в кости одному заморскому купцу. Он обнаруживает, что Бурушка съел все деньги из казны, обнажает кинжал, но купец в гневе останавливает его, заявляя, что теперь это его конь. Тогда Соловей сдувает его в море, при этом случайно обрезается верёвка, к которой был привязан конь. Соловей бросает в него свой кинжал, промахивается и получает мощный удар копытами в лицо. Быстро оклемавшись, Соловей преследует прыгнувшего в воду Бурушку, поддувая в паруса свистом, что в итоге приводит к крушению корабля о прибрежные скалы. Тем временем добравшийся до Царьграда Илья также ищет боевого друга. Бурушка же, бежав на крик Ильи, пробегает через сад Василевса. Наступив в помёт коня с золотой монетой, Василевс думает, что это волшебный конь, и приказывает поймать его.
Василевс ищет Бурушку с воздушного шара. Когда он находит его, то обнаруживает Илью Муромца и Соловья-Разбойника, которые тоже пытаются найти коня. Император объявляет их в розыск, чтобы избавиться от конкурентов. Солдаты императора ловят Бурушку, но Соловей свистом поднимает их в воздух. Никто из солдат императора не может подойти к Соловью, однако одна полуглухая старушка, на которую свист никак не действует, всё-таки приближается и, припомнив пословицу «Не свисти, денег не будет», требует, чтобы тот остановился. Но Соловей не обращает на неё внимания. Тогда она своей деревянной клюкой выбивает Соловью зуб, из-за чего тот не может свистеть, и солдаты арестовывают его.
Тем временем Князь и Алёнушка видят слона, который вынужден терпеть побои от своего хозяина. На этом слоне Князь решает поехать, поверив во враньё бандита-погонщика. Однако Алёнушка, сразу поняв, что это коварство и обман, отказывается и остаётся одна, но вскоре её подбирает местный работорговец, который обещает отвезти Алёнушку к Илье. Однако вместо этого он отвозит её к Василевсу в качестве наложницы.
Тем временем Князь едет на слоне и постепенно понимает, что погонщик подло обманул его, а поездка не бесплатная. Он угоняет слона, уколов его украденной на судне серебряной вилкой, и случайно замечает Илью, который спасает Князя, а затем прогоняет жестокого погонщика. Однако тот вскоре со своей бандой находит Илью, Князя и слона. Богатырь вспоминает, что уже давно не прикасался к родной земле, из-за чего ослабевает, и бандиты хватают его, связывают и бросают в высохший колодец, а слона сажают на железную цепь. Князь бежит во дворец Василевса, однако его не пускает стража. Когда Князь пытается прорваться, его арестовывают и сажают в тюрьму.
Илью из зиндана вытаскивает слон и в ответ показывает на тяжёлые оковы на ногах. Илья, найдя у себя подкову Бурушки, которая ступала по родной земле, вновь обретает силу и освобождает слона от цепи. Илья и слон добираются до дворца. Однако стража узнаёт в Илье того, кто пытался поймать императорского коня, и пытается схватить его. Но Илья побеждает своих противников и узнаёт, где Князь. Потом он верхом на слоне штурмует тюрьму и освобождает Князя, после чего возвращается во дворец, где в это время Василевс подбирает золото, которым испражняется связанный Бурушка.
Однако вскоре золото кончается, и Василевс в гневе начинает допрашивать Соловья, почему конь перестал извергать золото. Тот врёт про то, что Илья ограбил его и спрятал всё золото в своего Бурушку. Василевс узнаёт, что русские разрушили тюрьму и мост во дворец, и собирает армию для похода на Киев. Алёнушка, начав интервью с Соловьём, узнаёт имя коня, бежит освободить Бурушку от верёвок и на нём убегает из дворца. Оказавшиеся перед дворцом Илья, слон и Князь полностью разбивают всю императорскую армию.
Тут же из дворца сбегает верхом на Бурушке Алёнушка, которую Илья неожиданно рад видеть. Однако Василевс в отчаянии просит помощи у арестованного Соловья, и тот требует себе услуги зубных дел мастера, который вставляет ему золотой зуб на место выпавшего, чтобы он опять мог свистеть. Соловей начинает оглушительно свистеть на Илью со спутниками, однако в этот момент вновь появляется та же бабушка с клюкой, которая опять выбивает разбойнику зуб.
На него тут же набрасывается Князь и требует вернуть казну, угрожая расправой. Только после этого Василевс узнаёт Князя, радостно встречает его и возвращает ему казну, а Соловья сажает обратно в тюрьму. Вместе с Бурушкой, слоном и казной Илья, Князь и Алёнушка возвращаются в Киев, где их радостно встречают всем народом, а Илья с Алёнушкой влюбляются друг в друга. Князь тем временем любуется на летопись, которую составила Алёнушка, но велит внести в неё так называемые «корректировки».

## Персонажи

### Главные герои
- Илья Муромец — главный положительный персонаж фильма.
- Князь Киевский — тщеславный, корыстолюбивый, малодушный.
- Алёнушка — летописец еженедельного издательства «Новая береста», дополнительно составляющая летопись «Будни русских героев».
- Соловей-Разбойник — главный отрицательный персонаж фильма, злой, коварный и хитрый супостат. Его главное оружие — свист, мешающий устоять на ногах.

### Второстепенные персонажи
- Бурушка — верный конь Ильи. Любит своего хозяина. Находчив и умён, очень силён. Сила заключается в его волшебной гриве, которая после острижена басурманами.
- Василевс — византийский император, самодовольный, высокомерный, расчётливый и гордый.
- Слон Бизнес — помогал Илье сражаться с войском Василевса.
- Мама Ильи Муромца — заботливая и гостеприимная, хочет, чтобы её сын скорее женился.
- Глухая старуха с клюкой — два раза победила Соловья-Разбойника. Как и Илья, верит в приметы.
- Антип — помощник Князя Киевского.
- Одноглазый разбойник — главный помощник Соловья-Разбойника, подкарауливший со своей шайкой Илью и князя в лесу.
- Палач — прислужник Василевса.

## Роли озвучивали
| Актёр                 | Роль |
| --------------------- | --- |
| Валерий Соловьёв      | Илья Муромец |
| Сергей Маковецкий     | Князь Киевский |
| Екатерина Гороховская | Алёнушка |
| Андрей Толубеев       | Соловей-Разбойник |
| Олег Табаков          | Василевс – византийский император |
| Алексей Гурьев        | Полководец Василевса / бояре-доносчики |
| Юрий Тарасов          | Прислуга Василевса |
| Анатолий Петров       | Погонщик слона / писарь / работорговец / Степан, конюх князя |
| Наталья Данилова      | Мама Ильи Муромца / полуглухая старушка с клюкой |
| Юрий Кузнецов         | Антипка |
| Олег Куликович        | разбойник («Не мы таки. Жизнь така!») / византийский солдат, говорящий: «Великий император! Русские разрушили мост во дворец!»                                                                              |
| Александр Боярский    | Старик («Чего он сказал?») / одноглазый разбойник / голос в порту («Пассажиров, отправляющихся на Царьград, просим пройти ко вторым воротам!») / Василевс, император византийский («Чего просишь?! Чего?!») |
| Елена Шульман         | Мальчик в эпизоде, когда Илья говорит: «Я вернусь!» / три мальчика с Византии |
| Александр Демич       | Византиец («За прекрасный отдых на моём замечательном кресле!») |
| Михаил Соловьёв       | Купец |
| Яков Петров           | Разбойник («Хороша бесовка!») |
| Михаил Черняк         | Авторский текст |
| Александр Есаулов     | Византийский солдат, говорящий: «Великий император! Русские разрушили городскую тюрьму!» |

## Издание
В 2008 году мультфильм был издан на VHS и DVD концерном «Союз» со звуковой системой Dolby Digital 2.1 и изображением PAL на видеокассете, а на DVD с субтитрами и главным меню со сценами из мультфильма (оно тоже было на VHS). После 2007 года он был издан (коллекционное издание) на DVD концерном «Мега-Видео». В январе 2011 года лицензионно издавался на DVD компанией «Мистерия звука».

## Награды
«Илья Муромец и Соловей-Разбойник» получил награды на фестивалях:
- 2008 — Фестиваль «Ярославская киномасленица» — Приз «Бронзовый медведь» за режиссёрский дебют в анимации (Владимир Торопчин)
- 2008 — 24-й Международный Московский кинофестиваль для детей и юношества — Приз президента Московского международного фестиваля фильмов для детей и юношества Армена Медведева
- 2009 — Х Балканский фестиваль фильмов и телевизионных программ для детей и юношества «Арт Амфора» — Премия Международного жюри фестиваля в категории «Анимация».

## Компьютерная игра
Компанией PIPE Studio по мультфильму была создана одноимённая приключенческая компьютерная игра, выпущенная 28 декабря 2007 года фирмой 1C.